# Baloň
Baloň este o comună slovacă, aflată în districtul Dunajská Streda din regiunea Trnava. Localitatea se află la altitudinea de 111 m deasupra n.m., se întinde pe o suprafață de 16,07 km2 și în 2017 număra 753 de locuitori.

## Istoric
Localitatea Baloň este atestată documentar din 1252.

## Demografie
| An:                | 1994 | 2004   | 2014   | 2024   |
| ------------------ | ---- | ------ | ------ | ------ |
| Număr de persoane: | 736  | 777    | 745    | 722    |
| Diferență:         |      | +5,57% | −4,11% | −3,08% |

| An:                | 2023 | 2024   |
| ------------------ | ---- | ------ |
| Număr de persoane: | 737  | 722    |
| Diferență:         |      | −2,03% |